# Jasić
Jasiq en albanais et Jasić en serbe latin (en serbe cyrillique : Јасић) est une localité du Kosovo située dans le district de Gjakovë/Đakovica (Kosovo) ou de Pejë/Peć (Serbie). Selon le recensement kosovar de 2011, elle ne compte plus aucun habitant.
Selon le découpage administratif kosovar, la localité fait partie de la commune/municipalité de Junik/Junik ; selon la Serbie, elle est rattachée à la commune/municipalité de Deçan/Dečani.

## Démographie

### Évolution historique de la population dans la localité
| 1948 | 1953 | 1961 | 1971 | 1981 | 1991 | 2011 |
| ---- | ---- | ---- | ---- | ---- | ---- | ---- |
| 231  | 376  | 190  | 251  | 295  | 306  | 0    |

|  |